# 小奧克森萬德山

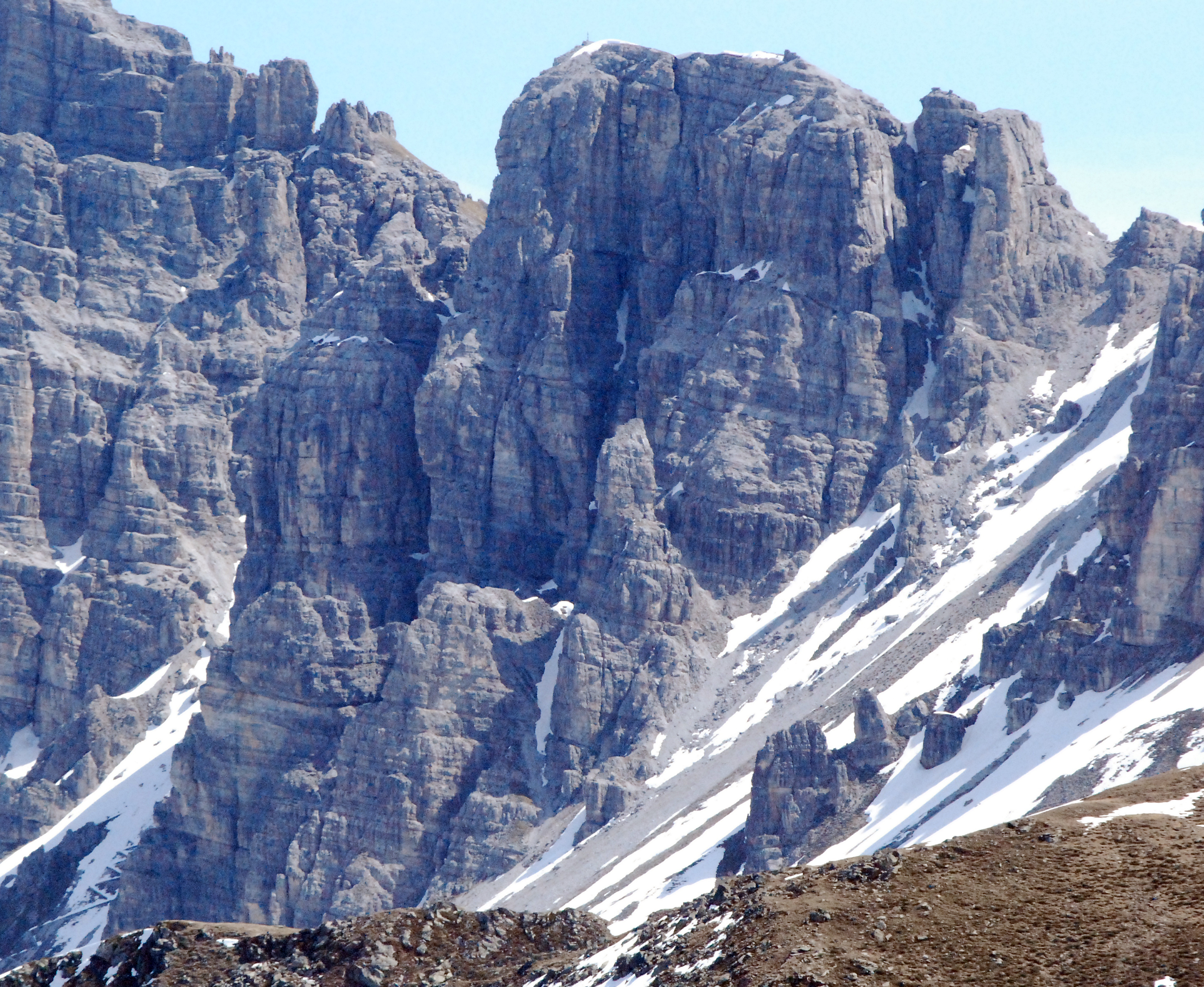

47°9′34″N 11°16′43″E / 47.15944°N 11.27861°E
小奧克森萬德山（德語：Kleine Ochsenwand），是奧地利的山峰，位於該國西部，由蒂羅爾州負責管轄，屬於斯圖拜阿爾卑斯山脈的一部分，距離施泰因格魯本科格爾山0.3公里，海拔高度2,553米，山體由白雲岩組成。